# Eugen IV.
Eugen IV., rođen kao Gabriele Condulmaro, papa od 3. ožujka 1431. do 23. veljače 1447. godine.